# Horst Hächler
Horst Hächler (* 12. März 1926 in Hamburg) ist ein deutscher Schauspieler, Drehbuchautor, Filmregisseur und Filmproduzent.

## Leben
Hächler begann seine künstlerische Tätigkeit als Schauspieler an den Hamburger Kammerspielen, wo er von 1945 bis 1948 agierte. Mit einer kleinen Rolle in dem Helmut-Käutner-Film Der Apfel ist ab begann 1948 sein Einstieg beim Film. Er arbeitete weiterhin für Käutner und war bei ihm 1952 bis 1953 Regieassistent.
1956 debütierte er als Regisseur mit dem Film Liebe nach dem Roman Vor Rehen wird gewarnt von Vicki Baum. Hauptdarstellerin war Maria Schell, die Hächler 1957 heiratete. 1962 kam Sohn Oliver zur Welt, 1965 wurde die Ehe geschieden.
Seine Inszenierung des Romans Raubfischer in Hellas geriet zum Flop. Da Hächler daraufhin kaum noch Regieaufträge bekam, gründete er 1971 in München seine Produktionsfirma TV 13 Fernseh- und Filmgesellschaft mbH, mit der er nach dem Vorbild der überaus erfolgreichen Schulmädchen-Report-Reihe von Wolf C. Hartwig eigene Report-Filme herstellte. 
1973 gründete er mit CTV 72 Film- und Fernsehproduktiongesellschaft mbH eine neue Filmfirma. Mit ihr verfilmte er auch mehrere Romane von Ludwig Ganghofer, die Filme unterscheiden sich von den entsprechenden Adaptionen der fünfziger Jahre durch unsentimentale Härte. Beide Firmen sind seit langem im Handelsregister gelöscht.

## Filmografie
Darstellung
- 1948: Der Apfel ist ab
- 1950: Epilog – Das Geheimnis der Orplid
- 1953: Geliebtes Leben
- 1953: Die letzte Brücke
- 1954: Ludwig II. – Glanz und Elend eines Königs

Regie
- 1955: Herr über Leben und Tod (nur Dialog-Regie)
- 1956: Liebe
- 1959: Raubfischer in Hellas
- 1963: Mord in Rio
- 1963: Tödlicher Karneval
- 1977: Waldrausch
- 1983: Laß das – ich haß’ das

Produktion
- 1971: Hausfrauen-Report – unglaublich, aber wahr
- 1971: L'ochhio nel labirinto
- 1971: Ehemänner-Report
- 1971: Hausfrauen-Report 2. Teil
- 1972: Die liebestollen Apothekerstöchter
- 1972: Hexen – geschändet und zu Tode gequält
- 1972: Die Klosterschülerinnen
- 1972: Hausfrauen-Report 3. Teil
- 1972: Hausfrauen-Report international
- 1973: Urlaubsgrüße aus dem Unterhöschen
- 1973: Matratzen-Tango
- 1973: Schloß Hubertus
- 1973: Hexen – geschändet und zu Tode gequält
- 1973: Hausfrauenreport 4. Teil
- 1973: Auch Ninotschka zieht ihr Höschen aus
- 1974: Magdalena – vom Teufel besessen
- 1974: Der Jäger von Fall
- 1974: Zwei himmlische Dickschädel
- 1975: Monika und die Sechzehnjährigen
- 1975: Der Edelweißkönig
- 1976: Das Schweigen im Walde
- 1976: Anita Drögemöller und die Ruhe an der Ruhr
- 1977: Waldrausch
- 1978: Das Wirtshaus der sündigen Töchter
- 1979: Zum Gasthof der spritzigen Mädchen
- 1979: Kesse Teens und irre Typen
- 1980: Der Kurpfuscher und seine fixen Töchter
- 1981: Frankfurt Kaiserstraße
- 1982: Randale
- 1983: Laß das – ich haß’ das

Drehbuch
- 1954: Herr über Leben und Tod
- 1969: Der Mann mit dem goldenen Pinsel
- 1977: Waldrausch